# Matías Ovalle Errázuriz
Matías Ovalle Errázuriz (Santiago, 1822 - Santiago, 3 de julio de 1899) fue un político chileno. 
Hijo de Ramón Ovalle Vivar y de Mercedes Errázuriz. Educado en el Instituto Nacional. Contrajo nupcias con Ruperta Valdés Ortúzar.
Su carrera política fue iniciada en el Partido Conservador y en el cargo de Intendente de Santiago, en 1850. En este cargo combatió a la Sociedad de la Igualdad y las organizaciones que perturban el orden público. Defensor de la administración de Manuel Montt. Asistió a la batalla de Cerro Grande como delegado del gobierno.
En el decenio de Manuel Montt, 1851-1861, fue ministro de Hacienda (1857-1859). Ministro de Interior y Relaciones Exteriores el 8 de enero de 1859 y de Guerra y Marina el 30 de enero de 1859.
Cooperó a la fundación de la Sociedad Nacional de Agricultura y a la exposición agrícola de 1869. En 1875 fue director de la Exposición Nacional de Santiago. 
Fue socio de José Tomás de Urmeneta García para la implantación del alumbrado de gas de Santiago. Fomentó la minería en el Cajón del Maipo y en Coquimbo. Durante varios años perteneció a la Sociedad de Beneficencia y fue administrador del Hospital San Juan de Dios. 
Elegido diputado por Quillota y Limache en 1849, reelegido por el mismo departamento en 1852. Por Valparaíso y Casablanca en 1855 y por Santiago en 1858.